# Heliocopris tyrannus
Heliocopris tyrannus là một loài bọ cánh cứng trong họ Bọ hung (Scarabaeidae).